# Сейм Латвії
Сейм Латвії (Саейма, латис. Saeima) — однопалатний парламент Латвійської Республіки. Згідно зі статтею 5 Конституції, «Саейм складається зі ста представників народу» або депутатів.
Діяльність Сейму регулюється Конституцією та Регламентом Сейму.
Відповідно за Конституцією, Сейм обирається на основі рівного, прямого, таємного, вільного і пропорційного виборчого права, а місця в ньому отримують партії, які набрали щонайменше 5 % голосів виборців. Вибори проводяться кожні чотири роки, у першу суботу жовтня. Право голосу мають повноправні громадяни Латвії, яким на день виборів виповнилося вісімнадцять років. До Саейму може бути обраний будь-який повноправний громадянин Латвії, якому на день виборів виповнився 21 рік. Особа, обрана до Саейму, набуває повноважень члена Саейму, склавши на засіданні Саейму наступну урочисту присягу:
|  | «Я, беручи на себе обов'язки депутата Сейму, присягаю (урочисто обіцяю) перед народом Латвії бути вірним Латвії, зміцнювати її суверенітет і латиську мову як єдину державну мову, захищати Латвію як незалежну і демократичну державу, виконувати свої обов'язки чесно і в міру своїх знань. Зобов'язуюсь поважати Конституцію та закони Латвії» |

Чинний голова Сейму — Дайга Мієріня, обрана від партії «Союз зелених і селян».
Робоча мова Сейму ― латиська.

## Історія Сейму
Вибори до Установчих зборів відбулися 17—18 квітня 1920 року, у них взяли участь 84,9 % зареєстрованих виборців. Було висунуто 57 списків кандидатів, і 16 партій і груп отримали місця в парламенті. Установчі збори прийняли Конституцію Латвії та Закон про вибори до Сейму, відповідно до якого відбулися вибори до 1-го Сейму. Головою Конституційних зборів був Яніс Чаксте.
Роботу Установчих зборів продовжив Сейм. Відповідно до Конституції, Сейм обирається на основі загального, рівного, прямого, таємного і пропорційного виборчого права строком на три роки. Повноваження поточного складу Саейму закінчуються, коли наступний склад Саейму збирається на свою першу сесію. Вибори до 1-го Сейму відбулися 7 і 8 жовтня 1922 року. У них взяли участь 82,2 % (800 840) виборців, які мали право голосу. Було подано 88 списків кандидатів, з яких було обрано 46.
1-й Сейм провів 214 пленарних засідань, під час яких було розглянуто 343 законопроекти. Першим спікером Сейму був Фрідріх Весманіс, якого 20 березня 1925 року змінив Паулс Калниньш.
Вибори до 2-го Сейму відбулися 3 і 4 жовтня 1925 року. У них взяли участь 74,9 % (838 800) від загальної кількості населення, що мало право голосу. Було подано 141 список кандидатів, з яких 48 отримали місця. Зі 100 обраних депутатів 84 були латишами, 55 мали вищу освіту, 30 — середню і 15 — нижчу. Паулс Калниньш.
Вибори до 3-го Сейму відбулися 6 та 7 жовтня 1928 року. У них взяли участь 79,3 % (937 968) від загальної кількості населення, що мало право голосу. Було подано 120 списків кандидатів, з яких 54 отримали місця. Починаючи з цих виборів, кожен список повинен був внести заставу в розмірі 1000 латів, яка поверталася тому, хто подав список, якщо хоча б один депутат був обраний від списку хоча б в одному виборчому окрузі.
Зі 100 обраних депутатів 80 були латвійцями, 54 мали вищу освіту, 28 ― середню освіту, 4 ― вищу або середню військову освіту і 14 ― нижчу освіту. Статистика щодо депутатів Європарламенту відображає лише результати виборів.
Кількість фракцій була різною, у першій сесії було 28 фракцій. У Сеймі 3-го скликання було 20 постійних комітетів. Відбулося 223 засідання, на яких було розглянуто 344 законопроекти. Головою Сейму 3-го скликання був д-р. Паулс Калниньш.
Вибори до 4-го Сейму відбулися 3 і 4 жовтня 1931 року. У них взяли участь 80,0 % (974 822) від загальної кількості населення, що мало право голосу. Було подано 103 списки кандидатів, з яких 57 отримали місця. Кількість фракцій була різною, у першій сесії було 25 фракцій. У Сеймі 4-го скликання працювало 18 постійних комітетів. Відбулося 185 засідань, на яких було розглянуто 312 законопроектів. Головою Сейму 4-го скликання також був д-р. Паулс Калниньш. Після державного перевороту 15 травня 1934 року 4-й Сейм був розпущений, а його функції перебрав на себе Кабінет Міністрів.
Після радянської окупації, 14 і 15 липня 1940 року, відбулися так звані вибори до Народного Сейму, на яких населення мало голосувати лише за один список — Трудовий народний блок. Перше засідання цього Сейму відбулося 21 липня 1940 року. Було проголошено Латвійську Радянську Соціалістичну Республіку і висловлено прохання про прийняття до складу СРСР. З точки зору державного права, рішення Народного Сейму від 21 липня не мало юридичної сили з моменту його прийняття, оскільки порушувало Конституцію Латвії.
Відповідно до Конституції Латвійської РСР, прийнятої 25 серпня 1940 року, вищим органом державної влади Латвійської РСР була Верховна Рада Латвійської РСР.
18 березня 1990 року відбулися вибори до Верховної Ради Латвійської Республіки, на яких вперше за період окупації було дозволено балотуватися кандидатам від кількох політичних рухів. У виборах взяли участь 81,25 % (1 593 019) від загальної кількості населення, що мало право голосу.
Було обрано 201 депутата. З них 10 жінок, 139 латишів, 185 мали вищу освіту, 5 — незакінчену вищу освіту і 11 — середню освіту. Статистика щодо депутатів Європарламенту відображає лише результати виборів.
Верховна Рада мала 16 постійних комісій. Вона провела 389 сесій, на яких було прийнято 404 закони, у тому числі Конституційний закон про права та обов'язки людини і громадянина, відновлено дію Цивільного кодексу 1937 року, а також розроблено закони для початку процесу приватизації. Верховна Рада встановила перехідний період для фактичного відновлення державної влади, який завершився скликанням Саейму Латвійської Республіки. Головою Верховної Ради був Анатолій Горбунов.
Вибори до Сейму 5-го скликання відбулися 5 та 6 червня 1993 року. Правовою основою виборів був Закон про вибори до Сейму 5-го скликання, прийнятий 20 жовтня 1992 року, який суттєво змінив і доповнив Закон про вибори до Сейму 1922 року. У виборах взяли участь 1 118 316 виборців, або 89,9 % громадян Латвії, які мають право голосу, у тому числі 18 413 громадян, які голосували за кордоном. Було зареєстровано 23 списки кандидатів, з яких 8 отримали місця, оскільки інші не подолали 4-відсотковий виборчий бар'єр. Кожен список повинен був внести заставу в розмірі 50 мінімальних місячних зарплат, яка поверталася подавцю списку, якщо хоча б один депутат був обраний від списку хоча б в одному окрузі.
У Саеймі 5-го скликання працювало 15 постійних комісій, а також кілька підкомісій і слідчих комісій. Після виборів було створено 8 фракцій, а навесні 1994 року, після розколу фракції «Злагода для Латвії ― відродження для народного господарства», утворилася ще одна фракція. Відбулося 137 засідань, на яких було розглянуто 839 законопроектів. Цей Сейм відновив дію Конституції, Закону про Кабінет міністрів 1925 року, прийняв Закон про громадянство, Закон про запобігання корупції, реформував місцеве самоврядування, уклав договір про повне виведення Збройних сил Російської Федерації.
Вибори до Сейму 6-го скликання відбулися 30 вересня та 1 жовтня 1995 року. У виборах взяли участь 955 392 виборці, або 71,9 % громадян Латвії, що мали право голосу, у тому числі 12 501 громадянин, які голосували за кордоном. Було зареєстровано 19 списків кандидатів, з яких 9 отримали місця в парламенті, оскільки інші не подолали 5 % виборчий бар'єр. Кожен список повинен був внести грошову заставу в розмірі 1000 латів, яка поверталася подавцю списку, якщо принаймні один депутат був обраний від списку хоча б в одному окрузі. За час роботи Саейму збільшилася кількість депутатів у фракції Демократичної партії «Саймнієкс», зменшилася кількість депутатів у фракціях «Латвійський вибір» і «Латвія», а також з'явилася велика кількість позафракційних депутатів, кількість яких іноді перевищувала двадцять.
Відбулося 197 засідань, на яких було розглянуто 1335 законопроектів. 6-й Сейм вніс значні поправки до Конституції: вибори проводилися в один день замість попередніх двох днів; термін повноважень Сейму був продовжений до чотирьох років, починаючи з 7-го Сейму; до Конституції була додана глава про основні права людини; був прийнятий Цивільний процесуальний закон.
Вибори до Саейму 7-го скликання, відповідно до поправок до Конституції, вперше в історії Латвійської держави відбулися в один день — 3 жовтня 1998 року. У виборах взяли участь 944 667 виборців, або 71,9 % всіх громадян Латвії, які мають право голосу, у тому числі 10 080 громадян, які голосували за кордоном. Кожен, хто подавав список, повинен був внести заставу в розмірі 1000 латів, яка поверталася, якщо хоча б один депутат був обраний за списком хоча б в одному виборчому окрузі.
Вибори до Сейму 8-го скликання відбулися 5 жовтня 2002 року. У виборах взяли участь 997 754 (71,51 %) виборців, з яких 7 490 проголосували за кордоном. Було подано 20 списків кандидатів, з яких 6 партій та об'єднань партій подолали 5-відсотковий бар'єр і отримали депутатські мандати. Під час роботи 8-го Сейму було подано 1934 законопроекти та прийнято 1272 закони. Найважливішими з них є Закон «Про об'єднання та фонди», Закон «Про приватизацію державного майна та майна місцевого самоврядування і завершення використання приватизаційних сертифікатів» та Закон «Про кримінальне судочинство». У контексті вступу до Європейського Союзу закони та окремі положення законів були гармонізовані із законодавством ЄС.
Вибори до Сейму 9-го скликання відбулися 7 жовтня 2006 року. У виборах взяли участь 908 979 (60,98 %) виборців, з яких 7 580 проголосували за кордоном. Було зареєстровано 19 списків кандидатів, з яких 7 партій та об'єднань партій подолали 5-відсотковий бар'єр і отримали депутатські мандати.
Вибори до Сейму 10-го скликання відбулися 2 жовтня 2010 року. У виборах взяли участь 967 162 виборці. Явка виборців склала 63,12 %. 30,46 % від кількості громадян, зареєстрованих за кордоном, взяли участь у виборах за кордоном. У Саеймі 10-го скликання було 5 фракцій — фракція об'єднання політичних партій «Єдність» ― 33 депутати, фракція об'єднання політичних партій «Центр злагоди» ― 29 депутатів, фракція Зеленого і селянського союзу ― 22 депутати, фракція національного союзу «Все для Латвії!» — «Батьківщині і свободі/ДННЛ» ― 8 депутатів, фракція «За добру Латвію» ― 8 депутатів. 28 травня 2011 року Президент Латвії Валдіс Затлерс запропонував провести референдум про розпуск Саейму. Референдум відбувся 23 липня 2011 року, і Саейм 10-го скликання був розпущений.
Вибори до Сейму 11-го скликання відбулися 17 вересня 2011 року. У виборах взяли участь 902 569 виборців, що становить 60,55 % від загальної кількості виборців, які мають право голосу. У Сеймі 11-го скликання було 5 фракцій: Центр злагоди (30 депутатів), «Єдність» (20 депутатів), Партія реформ (14 депутатів), Національне об'єднання «Все для Латвії!» — «Батьківщині і свободі/ДННЛ» (13 депутатів), «Союз зелених і селян» (13 депутатів).
Вибори до Сейму 12-го скликання відбулися 4 жовтня 2014 року. У виборах взяли участь 913 211 виборців. Визнано дійсними 890 407 виборчих бюлетенів. У Сеймі 12-го скликання було 6 фракцій: «Згода» (24 депутати), «Єдність» (23 депутати), Союз зелених і селян (21 депутат), Національне об'єднання «Все для Латвії!» — «Батьківщині і свободі/ДННЛ» (17 депутатів), Латвійська асоціація регіонів (8 депутатів) і «Від серця до Латвії» (7 депутатів).
Вибори до Сейму 13-го скликання відбулися 6 жовтня 2018 року. У виборах взяли участь 845 196 виборців, що становить 54,6 % від загальної кількості виборців, які мають право голосу. Було зареєстровано На момент початку роботи Саейму 13-го скликання було сформовано 7 фракцій: «Згода» (22 депутати), Нова консервативна партія (16 депутатів), KPV LV (15 депутатів), «Attīstībai/Par!» (13 депутатів), Національне об'єднання «Все для Латвії!» — «Батьківщині і свободі/ДННЛ» (13 депутатів), Союз зелених і селян (11 депутатів), «Єдність» (8 депутатів).
Вибори до Сейму 14-го скликання відбудуться 1 жовтня 2022 року. У виборах взяли участь 916 594 виборці, що становить 59,43 % від загальної кількості виборців, які мають право голосу.  На момент початку роботи Саейму 14-го скликання було сформовано 7 фракцій: «Нова єдність» (26 депутатів), Союз зелених і селян (16 депутатів), «Єдиний список» (15 депутатів), Національне об'єднання «Все для Латвії!» — «Батьківщині і свободі/ДННЛ» (13 депутатів), "Стабільність! (11 депутатів), «Прогресивні» (10 депутатів), «Латвія на першому місці» (9 депутатів).

## Хронологія скликань
- 1-й Сейм 1922—1925 рр.
- 2-й Сейм 1925—1928 рр.
- 3-й Сейм 1928—1931 рр.
- 4-й Сейм 1931—1934 рр., розпущений при державному перевороті Карліса Улманіса
- «Народний Сейм» 1940 року, до виборів допущено тільки прорадянський Блок трудового народу.
- 5-й Сейм 1993—1995 рр.
- 6-й Сейм 1995—1998 рр.
- 7-й Сейм 1998—2002 рр.
- 8-й Сейм 2002—2006 рр.
- 9-й Сейм 2006—2010 рр.
- 10-й Сейм 2010—2011 рр.
- 11-й Сейм 2011—2014 рр.
- 12-й Сейм 2014—2018 рр.
- 13-й Сейм 2018—2022 рр.
- 14-й Сейм з 2022 р.

## Останні вибори
| Партія                       | Партія                          | Голоси    | %      | Місця | +/–  |
| ---------------------------- | ------------------------------- | --------- | ------ | ----- | ---- |
|                              | Нова єдність                    | 173 425   | 18,97  | 26    | +18  |
|                              | Союз зелених і селян            | 113 676   | 12,44  | 16    | +5   |
|                              | Об'єднаний список               | 100 631   | 11,01  | 15    | Нова |
|                              | Національне об'єднання          | 84 939    | 9,29   | 13    | 0    |
|                              | За стабільність!                | 62 168    | 6,80   | 11    | Нова |
|                              | Латвія на першому місці         | 57 033    | 6,24   | 9     | Нова |
|                              | Прогресивні                     | 56 327    | 6,16   | 10    | +10  |
|                              | Розвиток/За!                    | 45 452    | 4,97   | 0     | −13  |
|                              | Злагода                         | 43 943    | 4,81   | 0     | −23  |
|                              | Кожному і кожній                | 33 578    | 3,67   | 0     | Нова |
|                              | Російський союз Латвії          | 33 203    | 3,63   | 0     | 0    |
|                              | Суверенна влада                 | 29 603    | 3,24   | 0     | Нова |
|                              | Консервативні                   | 28 870    | 3,09   | 0     | −16  |
|                              | Республіка                      | 16 088    | 1,76   | 0     | Нова |
|                              | Сила народовладдя               | 10 350    | 1,13   | 0     | Нова |
|                              | Слуги народу–Латвії             | 9         | 1,00   | 0     | 0    |
|                              | Об'єднання за Латвію            | 2985      | 0,33   | 0     | −16  |
|                              | Єдині для Латвії                | 1 379     | 0,15   | 0     | Нова |
|                              | Християнська прогресивна партія | 1 413     | 0,15   | 0     | Нова |
| Всього                       | Всього                          | 914 022   | 100,00 | 100   | 0    |
| Дійсні голоси                | Дійсні голоси                   | 903 639   | 98,86  |       |      |
| Недійсні/порожні голоси      | Недійсні/порожні голоси         | 12 729    | 1,39   |       |      |
| Всього голосів               | Всього голосів                  | 916 368   | 100,00 |       |      |
| Зареєстрованих виборців/явка | Зареєстрованих виборців/явка    | 1 542 407 | 59,41  |       |      |
| Джерело: ЦВК                 |                                 |           |        |       |      |